# Марки-гроші
Марки-гроші — особливий вид непоштових марок, грошові сурогати, що виконують функції розмінної монети у зв'язку з її нестачею. Існують знаки загальнодержавних та місцевих випусків. Вперше були застосовані в Північно-Американських Сполучених Штатах під час Громадянської війни 1861—1865 років. Відомо використання марок-грошей як поштових марок.

## США

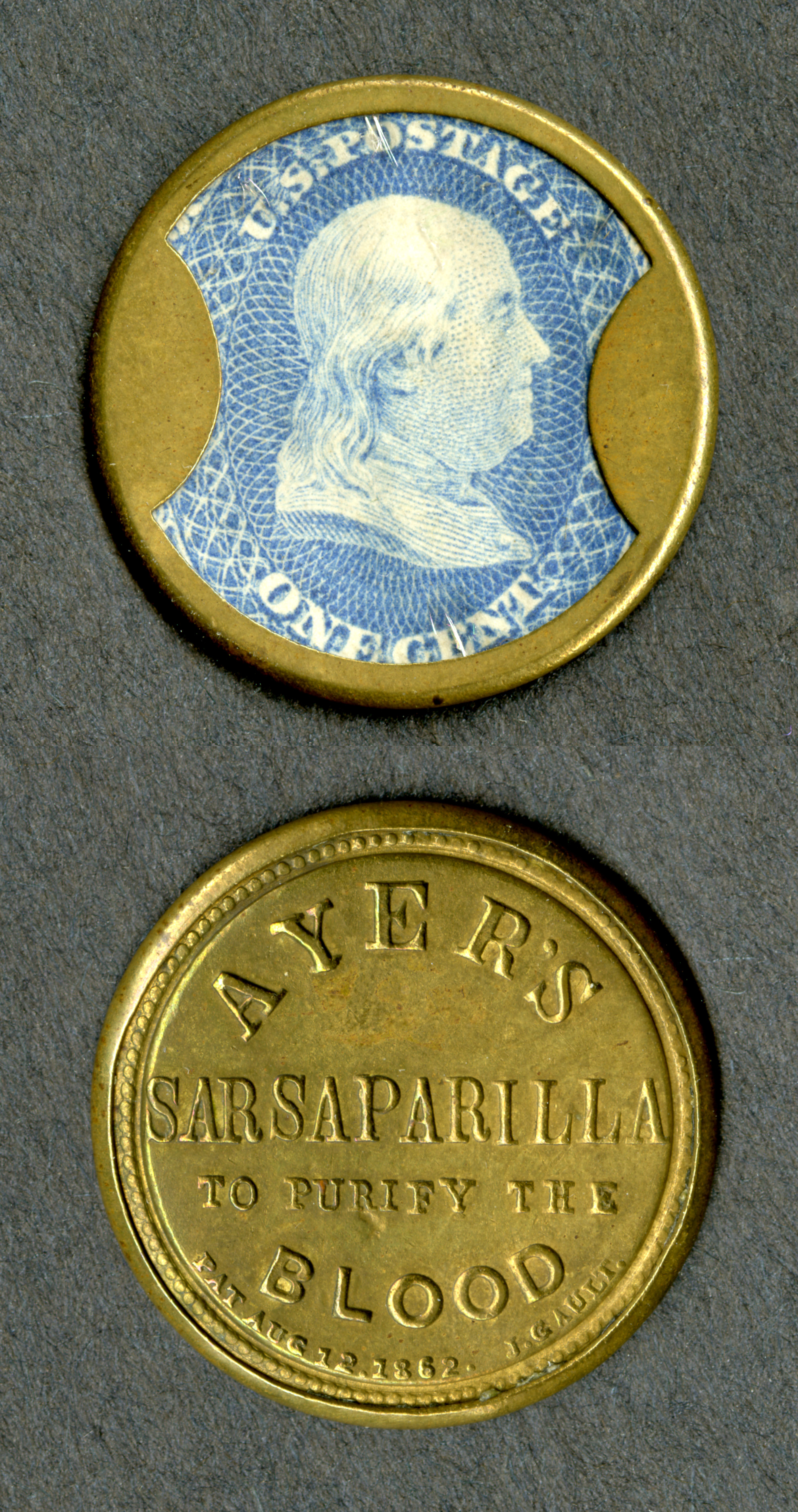
Марки-гроші США

Широке накопичення монет під час Громадянської війни призвело до їх дефіциту, що спонукало до використання марок як валюти. Щоправда, крихкість марок робила їх непридатними для обігу з рук в руки, і щоб вирішити цю проблему, Джон Голт у 1862 році винайшов поштову марку в конверті. Звичайну американську марку обгортали навколо круглого картонного диска, а потім поміщали всередину круглої латунної оболонки, схожої на монету. Прозоре слюдяне віконце в оболонці дозволяло бачити лицьовий бік марки. Усі вісім номіналів, доступних у 1861-62 роках, від 1 цента до 90 центів, були випущені в оболонці. Рельєфні написи на металевих спинках піджаків часто рекламували товари чи послуги бізнес-фірм; серед них були: Aerated Bread Company; Ayer's Sarsaparilla and Cathartic Pills; Burnett's Cocoaine; Sands Ale; Drake's Plantation Bitters; Buhl & Co. Hats and Furs; Lord & Taylor; Tremont House, Чикаго; Joseph L. Bates Fancy Goods; White the Hatter, Нью-Йорк; і Ellis McAlpin & Co. Dry Goods, Цинциннаті.

## Період після Першої світової війни

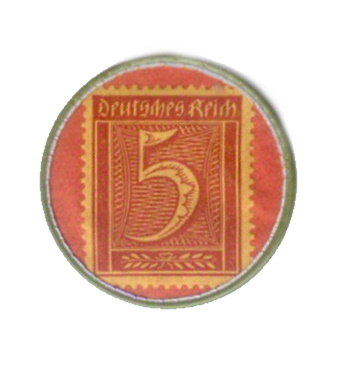
Марка-гроші Німецької імперії за 5 пфенігів (1921 р.)

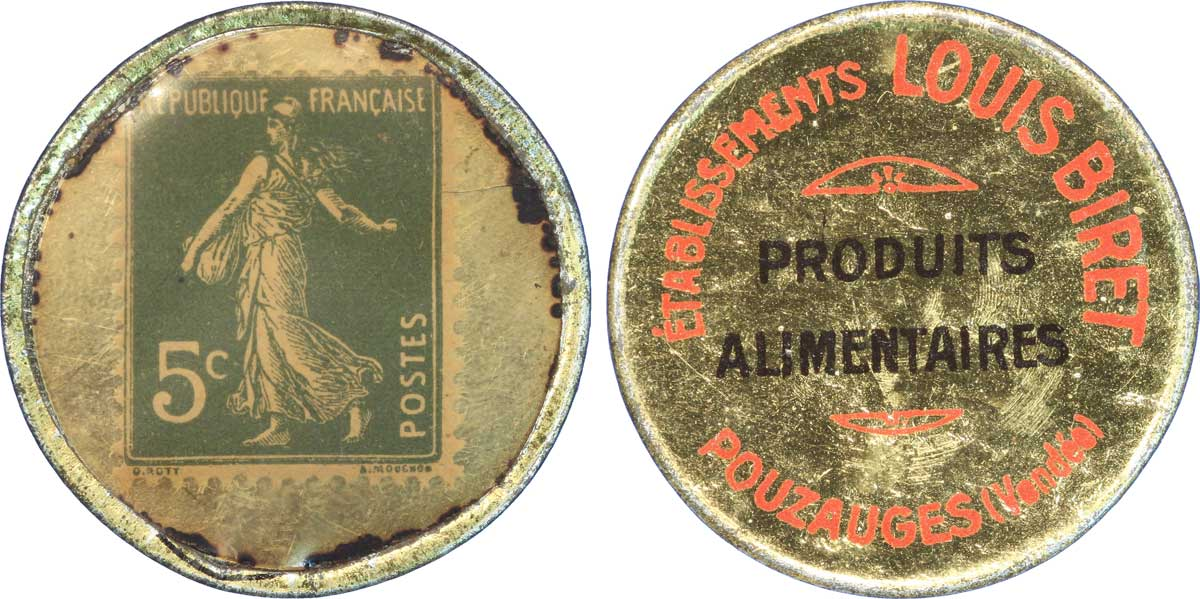
Французька грошова марка: на аверсі - французька марка номіналом 5 сантимів типу Semeuse, виготовлена Роті; на реверсі - реклама Établissements Louis Biret (1920).

Окрім накопичення дорогоцінних металів, Перша світова війна була головним споживачем стратегічних металів, а мідних і нікелевих монет не вистачало. Після Першої світової війни в Німеччині, Австрії, Франції та Бельгії видали капсульні гроші з марками, які функціонували як заміна дрібної монети.
Муніципалітети, торгові палати та власники крамниць тоді карбували надзвичайні монети; деякі комерційні компанії також випускали замінники монет, використовуючи марки, вклеєні всередину носія, що використовувався для реклами.
Спочатку марки містилися в невеликих напівпрозорих целофанових пакетиках, запечатаних рекламною етикеткою, але ці гнучкі пакетики виявилися занадто крихкими.
Тому було винайдено процес виготовлення марок із застібкою та металевою основою. Едуард Бушо-Прасейк зареєстрував патент на цей винахід у Національному бюро промислової власності 29 березня 1920 року під назвою Fallait-Y-Penser (FYP).
Жетон мав форму маленької круглої коробочки, в якій поштова марка була вкладена між металевим диском і прозорим листом слюди, целофану або родоїду, запечатаним металевою застібкою. Металевий диск з одного боку містив рекламу, або безбарвну і рельєфну (алюмінієва або рельєфна жерсть), або кольорову, але без рельєфу (друкована жерсть), або кольорову, але без рельєфу.
Перші грошові марки з'явилися у другому кварталі 1920 року. Тиражі, за винятком "Креді Ліоне", були дуже малими, але не могли бути меншими за 1 000 штук через виробничі витрати. Вони ніколи не були визнані ні Казначейством, ні Поштою, і були введені в обіг з ініціативи приватних фірм як засіб реклами, а також як сурогатна валюта для заміни дивізійних монет, які зникли або були сховані в сховищах.
Грошові марки зникли в 1924 році, коли дрібні металеві монети знову стали доступні в достатній кількості.

## Росія

### Российская империя

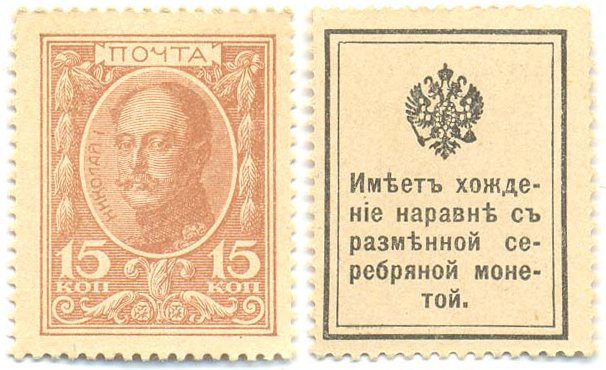
Марки-гроші Російської імперії (1915)

28 жовтня 1915 року, у зв'язку з гострою нестачею розмінних металевих монет, міністром фінансів Росії Петром Барком було представлено на затвердження Урядового сенату проект розпорядження про випуск марок-грошей, у якому, зокрема, говорилося: «зважаючи на скруту населення від дедалі більшої нестачі розмінної срібної та мідної монети та неможливості для монетного двору негайно виготовити її в достатній кількості, мною буде зроблено розпорядження випустити в обіг замість розмінних грошей поштові марки зразка ювілейних до трьохсотліття будинку Романових номіналом 1, 2, 3, 10, 15 та 20 коп. на обороті: „Має ходіння нарівні з розмінною срібною /або медною/ монетою“».
Цей проєкт був затверджений, і в тому ж році були випущені марки-гроші номіналом 10, 15 і 20 копійок. Для їх виготовлення використовувалось кліше поштових марок ювілейної серії відповідної вартості. На звороті друкувався герб Російської імперії і текст: «Має ходіння нарівні з розмінною срібною монетою». Марки-гроші мали перфорацію, були надруковані друкарським способом і надходили для реалізації населенню листами по 100 шт. — на напівкартоні, спочатку хорошого сорту, а пізніше гірших сортів, і не мали на звороті клею. 1916 року серію доповнили марками дрібних номіналів — 1, 2 і 3 копійки. На звороті цих знаків, крім герба, друкувалася їхня гідність і текст: «Має ходіння нарівні з медною монетою».
Використання марок-грошей для франкування листів було офіційно дозволено приписом начальника Головного управління пошт та телеграфів від 8 жовтня 1915 року за № 8907, але водночас рекомендувалося роз'яснювати відправникам кореспонденції, що ці знаки призначені для заміни розмінної монети та вживати їх як знаки оплати не слід. Як символи поштової оплати марки-гроші використовувалися мало і на конвертах зустрічаються рідко. Більшість із них погашено «з люб'язності», тобто на прохання філателістів.
Відомі фальсифікати марок-грошей, виготовлені з пропагандистськими цілями в одній із друкарень Німеччини. Замість оригінального тексту на звороті фальсифікатів було надруковано: «Має ходіння нарівні з грабунком обманом правителів» і «Має ходіння нарівні з банкрутом срібної монети». Призначалися фальсифікати для ведення підривної діяльності біля Росії, але, у зв'язку з революцією, були використані за прямим призначенням. Невелика кількість цих підривних марок було видано російським військовополоненим (перед поверненням до Росії) в обмін на німецькі гроші. Найімовірніше, цей витік підривних марок взагалі був випадковим.
| Марки-гроші Російської імперії (1915—1916) | Марки-гроші Російської імперії (1915—1916) |
| ------------------------------------------ | ------------------------------------------ |
|                                            |                                            |

### Російська республіка

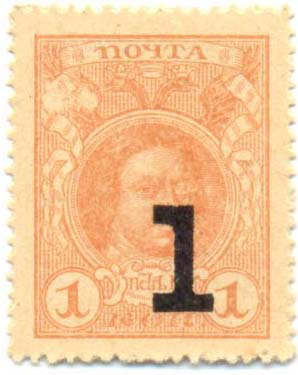
Наддрук на розмінному знаку Російської імперії (1917)

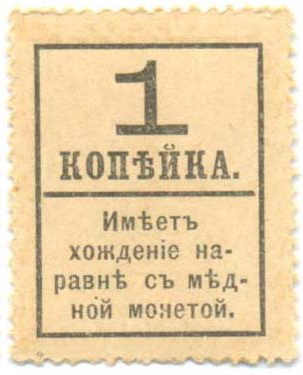
Реверс марок-грошей Російської республіки (1917)

У 1917 році на лицьовій стороні марок-грошей Російської імперії номіналом 1 і 2 копійки було зроблено наддрук чорною фарбою на лицьовій стороні великої цифри. Також були повторно випущені марки-гроші номіналом 1, 2 і 3 копійки, проте на зворотному боці замість герба була надрукована велика цифра номіналу. Випуски марок-грошей Російської імперії та Тимчасового уряду були звернені до 1919 року.

### Період громадянської війни у Росії
У період Громадянської війни у Росії деякі регіони емітували власні марки-гроші. Так, наприклад, у період з 1917 по 1919 рік марки-гроші були випущені Амурським обласним земством, Бакинською міською управою (випущені 19 січня 1918; номінали 5 і 15 копійок), Мінераловодським міським самоврядуванням, Терской республікою та деякими іншими регіонами.
| Марки-гроші Мінераловодського міського самоврядування | Марки-гроші Бакинської міської управи (1918) |
| ----------------------------------------------------- | -------------------------------------------- |
|                                                       |                                              |

#### Адміністрація Всевеликого Війська Донського

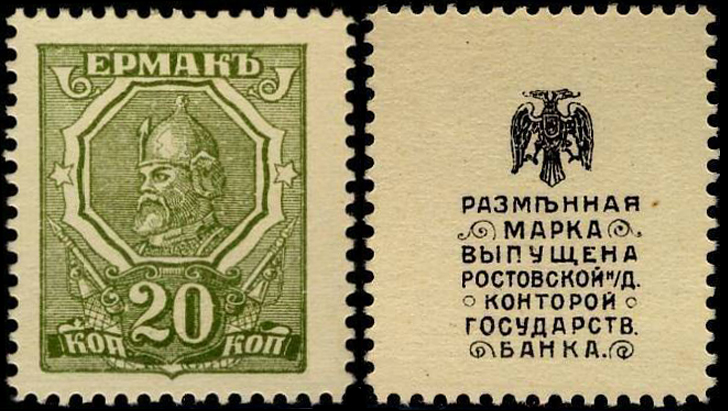
Розмінна марка Ростовської контори Державного банку (1918)

У 1918 році Ростовською конторою Державного банку було випущено сурогат грошового знака в 20 копійок, що замінює розмінну монету. Марка надрукована на білому півкартоні, на її лицьовій стороні вміщено портрет Єрмака в шоломі та кольчузі, на зворотному боці мініатюри, вгорі зображений герб Російської республіки, а також є текст: «Розмінна марка випущена Ростовською н/Д. конторою країн. банку» . Крім свого основного призначення — заміни розмінної монети ця марка зрідка використовувалася і як поштова, про це свідчать марки, що зустрічаються з гасінням Ростова-на-Дону.
Є фальсифікати цієї марки, надруковані на жовтому або коричневому напівкартоні (ймовірно, спочатку він був білий, але змінив колір з часом) і відрізняються від справжньої деталі малюнка. А також підробки з пропагандистським текстом на звороті: «Розмінна марка випущена Ростовською н/Д. КОНТОРІЙ АТАМАНСЬКОЇ БАНДИ».

#### Терська республіка

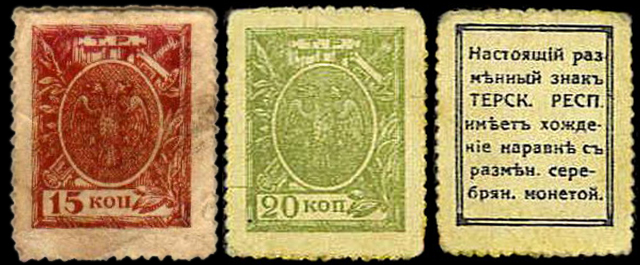
Марки-гроші Терської республіки (1918)

У липні 1918 року РНК Терської республіки під головуванням Ю. Г. Пашковського було здійснено випуск розмінних знаків номіналом 10, 15 і 20 копійок. Марки-гроші надруковані на крейдованому папері із зубцями. На їхньому лицьовому боці зображені двоголовий орел на овальному щиті, за яким перехрещені меч у піхвах та лаврова гілка, вгорі літери «Т. Р.» на стрічці. На звороті напис: «Справжній розмінний знак ТЕРСК. РЕСП. має ходіння нарівні з змін. срібло. монетою» .
Незабаром після заняття Владикавказу Добровольчою Армією в грудні 1918 року і падінням Терської республіки Особливою Нарадою при Головнокомандувачі Збройних Сил на Півдні Росії було видано «Додаткові правила про впорядкування обігу грошових знаків у межах Терсько-Дагестанського Краю і Ставропольської губернії», у яких, зокрема, йшлося про те, що «випущені у Владикавказі розмінні знаки (марки Терської республіки) номіналом 10, 15, 20 копійок, не мають обов'язкового обігу і можуть бути здані до кас Відділень Державного Банку та Казначейства Терсько-Дагестанського Краю і Ставропольської губернії не пізніше ніж 15/28 квітня 1919 року. Не подані названим установам до вищевказаного терміну розмінні марки вважатимуться недійсними. Натомість поданих марок власники їх, залежно від запасів грошових знаків, отримують обов'язкові до обігу грошові знаки, а в разі нестачі таких надані марки зараховують на поточний рахунок їхніх пред'явників».

#### Амурське обласне земство

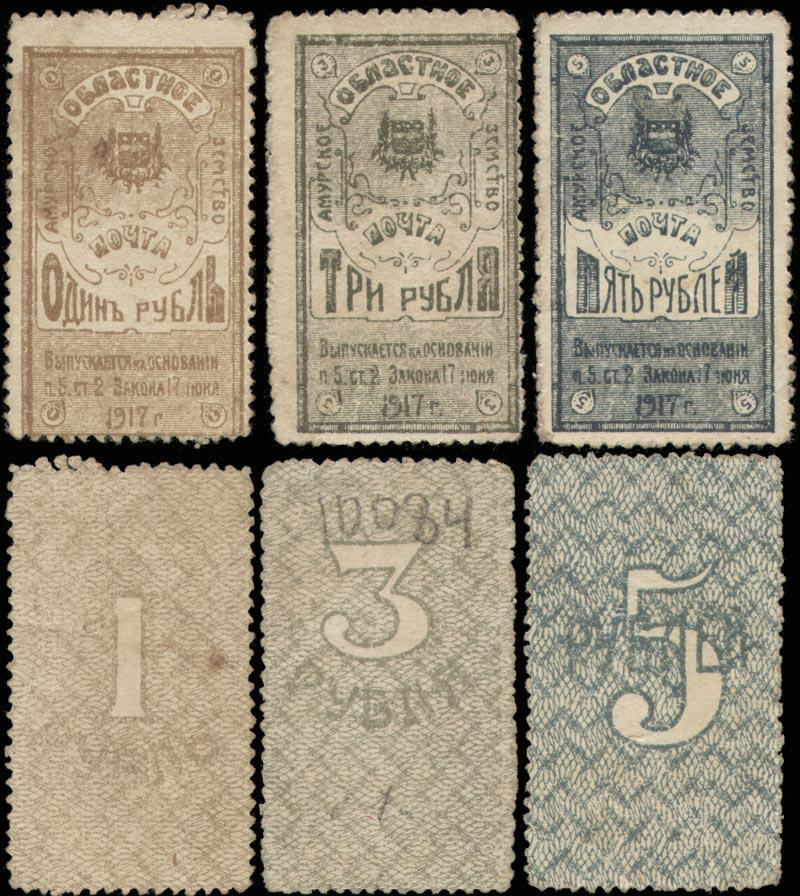
Марки-гроші Амурського обласного земства (1919)

До середини 1919 року в Амурській області повністю були відсутні дрібні розмінні грошові знаки та дрібні монети. Ця обставина змусила Амурську обласну земську управу випустити власні розмінні земські марки-гроші номіналом 50 копійок, 1, 3 і 5 рублів. Випуск в обіг цих марок відбувався по грудень 1919, а загальна сума випуску досягла 18 млн рублів. Земські марки-гроші мали форму загальнодержавних гербових марок, на лицьовій стороні було зображено герб області та надруковано: «Амурське Обласне Земство /пошта/ випускається на підставі п. 5 ст. 2 закону 17-го червня 1917 року» та сума марки; на зворотній — цифрою проставлено гідність цієї марки. Марки Земства були поширені області. Вилучено з обігу при девальвації в 1920 році.

## Україна

#### Центральная Рада УНР

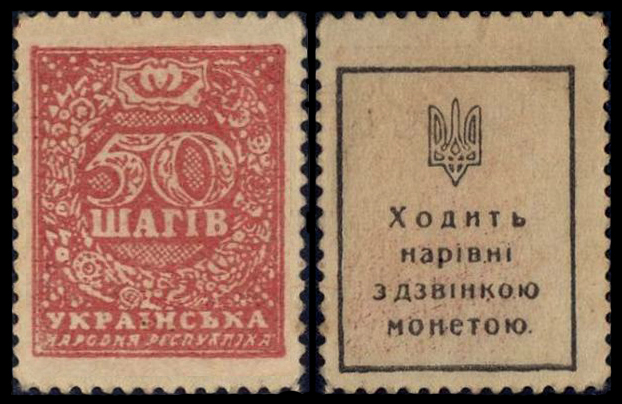
Марки-гроші УНР (1918)

На підставі закону Центральної Ради від 18 квітня 1918 замість зниклих з обігу розмінних монет були випущені марки-гроші з номіналом від 10 до 50 шагів. На марках було зображено такі сюжети: 10 шагів — тризуб на тлі стилізованого зображення Сонця, від якого йдуть промені на Землю; 20 шагів — селянин з косою, зображення тризуба; 30 шагів — алегорія «Молода Україна» (дівоча головка у вінку); 40 шагів — тризуб в обрамленні рослинного орнаменту, внизу праворуч — два схрещені поштові ріжки; 50 шагів — номінал марки «50 шагів», обрамлений рослинним орнаментом у вигляді вінка з двома схрещеними поштовими ріжками у верхній частині. Малюнки перших двох марок виконав Антон Середа, трьох інших — Георгій Нарбут. Вони друкувалися в київській друкарні Василя Кульженка (Пушкінською вулицею, 6) та в одеській друкарні Юхима Фесенка на тонкому картоні, з зубцями і без клею. На зворотному боці зображено герб УНР (тризуб) та дано напис у чотири рядки укр. «Ходить / нарівні / з дзвінкою / монетою», з приводу чого збереглося таке свідчення відомого українського філателиста Євгена Вирового:
|  | „Де там тобі ходять, коли літають“, — казали баби, коли вітер видував їх із рук. А дівчата на Київщині співали собі на вулиці: „Колись були срібні гроші, / Теперь самі марки, / Колись були гарні хлопці, / Тепер самі шмарки...“ |

Марки-гроші використовували у період із квітня 1918 по березень 1919 року. Вони зустрічаються на всіх видах поштових відправлень, включаючи супровідні адреси до посилок та перекладні бланки. Як грошові знаки багато разів підроблялися.

#### Одеса
Наприкінці 1917 — на початку 1918 року Одеса зіткнулася з проблемою нестачі готівки, вирішенням якої став випуск власних грошей. Крім рублевих банкнот, у перші місяці 1918 стали друкуватися і входити в оборот міські розмінні марки. У березні були випущені марки-гроші номіналом 50 копійок, у квітні — 15 і 20 копійок. На їхньому лицьовому боці був зображений герб Одеси в орнаментальному обрамленні, на зворотному — номінал у розетці, рамка та напис: «Розмінна марка м. Одеси підробка наслідується законом». Малюнок марок був виконаний художником Амвросієм Ждахою.
| Марки-гроші Одеси (1918) | Марки-гроші Одеси (1918) | Марки-гроші Одеси (1918) |
| ------------------------ | ------------------------ | ------------------------ |
|                          |                          |                          |

#### Кримський крайовий уряд

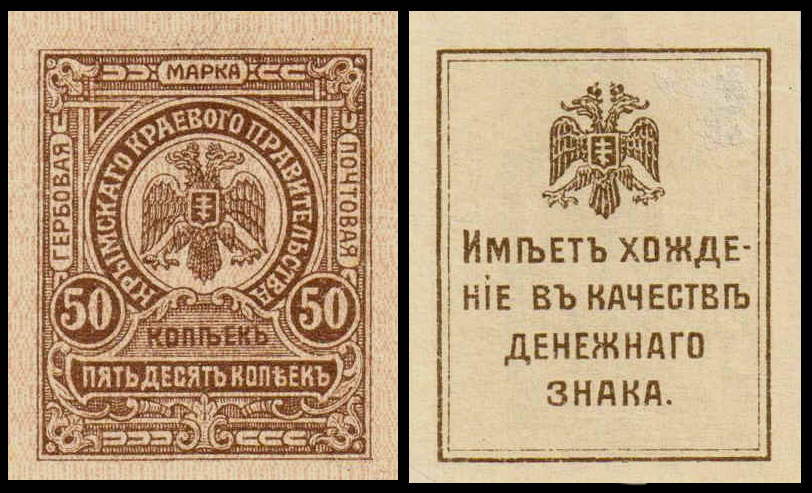
Багатоцільова марка Кримського крайового уряду (1919)

У 1919 році Кримський крайовий уряд під головуванням генерала Сулеймана Сулькевича випустив багатоцільові марки із зображенням герба Таврійської губернії. Вони були надруковані літографським способом на щільному папері без зубців. На лицьовій стороні вказано поштовий та фіскальний характер марок, на зворотній — ходіння як грошовий знак.